# Centrale de Chelsea
 (avril 2019).
Si vous disposez d'ouvrages ou d'articles de référence ou si vous connaissez des sites web de qualité traitant du thème abordé ici, merci de compléter l'article en donnant les références utiles à sa vérifiabilité et en les liant à la section « Notes et références ».
La centrale de Chelsea est une centrale hydroélectrique et un barrage d'Hydro-Québec érigés sur la rivière Gatineau, à Chelsea, dans la région administrative de l'Outaouais, au Québec. Cette centrale, d'une puissance installée de 153 MW, a été mise en service en 1927. Elle est située quelques centaines de mètres en amont de sa jumelle, la centrale des Rapides-Farmer.